# Liste der Nummer-eins-R&B-Alben in den USA (2000)
Dies ist eine Liste der Nummer-eins-Alben in den von Billboard ermittelten Verkaufscharts für R&B-Alben in den USA im Jahr 2000. In diesem Jahr gab es einunddreißig Nummer-eins-Alben.
| ← 1999 ← | Liste der Nummer-eins-R&B-Alben in den USA | Liste der Nummer-eins-R&B-Alben in den USA | Liste der Nummer-eins-R&B-Alben in den USA | 2001 →                    |
| \| Zeitraum \| Wo. ges. \| Interpret \| Titel \| Zusätzliche Informationen \| \| (Zeitraum, Wochen auf Platz eins, Interpret, Titel, zusätzliche Informationen) \| \| \| \| \| \| ------------------------------------------------------------------------------ \| -------- \| ---------------------------------- \| -------------------------------------- \| ------------------------- \| \| 1. Januar 2000 – 7. Januar 2000 1 Woche (insgesamt 1) \| 1 \| Juvenile \| Tha G-Code[1] \| – \| \| 8. Januar 2000 – 14. Januar 2000 1 Woche (insgesamt 1) \| 1 \| DMX \| … And Then There Was X[2] \| – \| \| 15. Januar 2000 – 28. Januar 2000 2 Wochen (insgesamt 2) \| 2 \| Jay-Z \| Vol. 3… Life and Times of S. Carter[3] \| – \| \| 29. Januar 2000 – 4. Februar 2000 1 Woche (insgesamt 2) \| 2 \| DMX \| … And Then There Was X \| – \| \| 5. Februar 2000 – 11. Februar 2000 1 Woche (insgesamt 1) \| 1 \| Jagged Edge \| J.E. Heartbreak[4] \| – \| \| 12. Februar 2000 – 10. März 2000 4 Wochen (insgesamt 4) \| 4 \| D’Angelo \| Voodoo[5] \| – \| \| 11. März 2000 – 17. März 2000 1 Woche (insgesamt 4) \| 4 \| Dr. Dre \| 2001[6] \| – \| \| 18. März 2000 – 24. März 2000 1 Woche (insgesamt 1) \| 1 \| Bone Thugs-N-Harmony \| BTNHResurrection[7] \| – \| \| 25. März 2000 – 7. April 2000 2 Wochen (insgesamt 2) \| 2 \| Black Rob \| Life Story[8] \| – \| \| 8. April 2000 – 14. April 2000 1 Woche (insgesamt 1) \| 1 \| Ice Cube \| War & Peace Vol. 2 (The Peace Disc)[9] \| – \| \| 15. April 2000 – 21. April 2000 1 Woche (insgesamt 1) \| 1 \| Original Motion Picture Soundtrack \| Romeo Must Die: The Album[10] \| – \| \| 22. April 2000 – 28. April 2000 1 Woche (insgesamt 1) \| 1 \| Big Pun \| Yeeeah Baby[11] \| – \| \| 29. April 2000 – 5. Mai 2000 1 Woche (insgesamt 1) \| 1 \| Da Brat \| Unrestricted[12] \| – \| \| 6. Mai 2000 – 12. Mai 2000 1 Woche (insgesamt 1) \| 1 \| Joe \| My Name Is Joe[13] \| – \| \| 13. Mai 2000 – 19. Mai 2000 1 Woche (insgesamt 1) \| 1 \| Toni Braxton \| The Heat[14] \| – \| \| 20. Mai 2000 – 2. Juni 2000 2 Wochen (insgesamt 2) \| 2 \| 504 Boyz \| Goodfellas[15] \| – \| \| 3. Juni 2000 – 9. Juni 2000 1 Woche (insgesamt 1) \| 1 \| Big Tymers \| I Got That Work[16] \| – \| \| 10. Juni 2000 – 7. Juli 2000 4 Wochen (insgesamt 4) \| 4 \| Eminem \| The Marshall Mathers LP[17] \| – \| \| 8. Juli 2000 – 14. Juli 2000 1 Woche (insgesamt 1) \| 1 \| Busta Rhymes \| Anarchy[18] \| – \| \| 15. Juli 2000 – 21. Juli 2000 1 Woche (insgesamt 1) \| 1 \| Lil’ Kim \| The Notorious K.I.M.[19] \| – \| \| 22. Juli 2000 – 28. Juli 2000 1 Woche (insgesamt 1) \| 1 \| Ruff Ryders \| Ryde or Die Vol. 2[20] \| – \| \| 29. Juli 2000 – 4. August 2000 1 Woche (insgesamt 1) \| 1 \| Original Motion Picture Soundtrack \| Nutty Professor II: The Klumps[21] \| – \| \| 5. August 2000 – 15. September 2000 6 Wochen (insgesamt 6) \| 6 \| Nelly \| Country Grammar[22] \| – \| \| 16. September 2000 – 22. September 2000 1 Woche (insgesamt 1) \| 1 \| DJ Clue \| Backstage: A Hard Knock Life[23] \| – \| \| 23. September 2000 – 29. September 2000 1 Woche (insgesamt 1) \| 1 \| C-Murder \| Trapped in Crime[24] \| – \| \| 30. September 2000 – 13. Oktober 2000 2 Wochen (insgesamt 2) \| 2 \| LL Cool J \| G.O.A.T.[25] \| – \| \| 14. Oktober 2000 – 27. Oktober 2000 2 Wochen (insgesamt 2) \| 2 \| Mystikal \| Let’s Get Ready[26] \| – \| \| 28. Oktober 2000 – 17. November 2000 3 Wochen (insgesamt 3) \| 3 \| Ja Rule \| Rule 3:36[27] \| – \| \| 18. November 2000 – 24. November 2000 1 Woche (insgesamt 1) \| 1 \| Jay-Z \| The Dynasty: Roc La Familia[28] \| – \| \| 25. November 2000 – 8. Dezember 2000 2 Wochen (insgesamt 2) \| 2 \| R. Kelly \| TP-2.com[29] \| – \| \| 9. Dezember 2000 – 15. Dezember 2000 1 Woche (insgesamt 1) \| 1 \| Wu-Tang Clan \| The W[30] \| – \| \| 16. Dezember 2000 – 22. Dezember 2000 1 Woche (insgesamt 3) \| 3 \| R. Kelly \| TP-2.com \| – \| \| 23. Dezember 2000 – 29. Dezember 2000 1 Woche (insgesamt 1) \| 1 \| Memphis Bleek \| The Understanding[31] \| – \| |                                            |                                            |                                            |                           |
| ← 1999 |                                            |                                            |                                            | → 2001 →                  |
| Zeitraum | Wo. ges.                                   | Interpret                                  | Titel                                      | Zusätzliche Informationen |
| (Zeitraum, Wochen auf Platz eins, Interpret, Titel, zusätzliche Informationen) |                                            |                                            |                                            |                           |
| 1. Januar 2000 – 7. Januar 2000 1 Woche (insgesamt 1) | 1                                          | Juvenile                                   | Tha G-Code                                 | –                         |
| 8. Januar 2000 – 14. Januar 2000 1 Woche (insgesamt 1) | 1                                          | DMX                                        | … And Then There Was X                     | –                         |
| 15. Januar 2000 – 28. Januar 2000 2 Wochen (insgesamt 2) | 2                                          | Jay-Z                                      | Vol. 3… Life and Times of S. Carter        | –                         |
| 29. Januar 2000 – 4. Februar 2000 1 Woche (insgesamt 2) | 2                                          | DMX                                        | … And Then There Was X                     | –                         |
| 5. Februar 2000 – 11. Februar 2000 1 Woche (insgesamt 1) | 1                                          | Jagged Edge                                | J.E. Heartbreak                            | –                         |
| 12. Februar 2000 – 10. März 2000 4 Wochen (insgesamt 4) | 4                                          | D’Angelo                                   | Voodoo                                     | –                         |
| 11. März 2000 – 17. März 2000 1 Woche (insgesamt 4) | 4                                          | Dr. Dre                                    | 2001                                       | –                         |
| 18. März 2000 – 24. März 2000 1 Woche (insgesamt 1) | 1                                          | Bone Thugs-N-Harmony                       | BTNHResurrection                           | –                         |
| 25. März 2000 – 7. April 2000 2 Wochen (insgesamt 2) | 2                                          | Black Rob                                  | Life Story                                 | –                         |
| 8. April 2000 – 14. April 2000 1 Woche (insgesamt 1) | 1                                          | Ice Cube                                   | War & Peace Vol. 2 (The Peace Disc)        | –                         |
| 15. April 2000 – 21. April 2000 1 Woche (insgesamt 1) | 1                                          | Original Motion Picture Soundtrack         | Romeo Must Die: The Album                  | –                         |
| 22. April 2000 – 28. April 2000 1 Woche (insgesamt 1) | 1                                          | Big Pun                                    | Yeeeah Baby                                | –                         |
| 29. April 2000 – 5. Mai 2000 1 Woche (insgesamt 1) | 1                                          | Da Brat                                    | Unrestricted                               | –                         |
| 6. Mai 2000 – 12. Mai 2000 1 Woche (insgesamt 1) | 1                                          | Joe                                        | My Name Is Joe                             | –                         |
| 13. Mai 2000 – 19. Mai 2000 1 Woche (insgesamt 1) | 1                                          | Toni Braxton                               | The Heat                                   | –                         |
| 20. Mai 2000 – 2. Juni 2000 2 Wochen (insgesamt 2) | 2                                          | 504 Boyz                                   | Goodfellas                                 | –                         |
| 3. Juni 2000 – 9. Juni 2000 1 Woche (insgesamt 1) | 1                                          | Big Tymers                                 | I Got That Work                            | –                         |
| 10. Juni 2000 – 7. Juli 2000 4 Wochen (insgesamt 4) | 4                                          | Eminem                                     | The Marshall Mathers LP                    | –                         |
| 8. Juli 2000 – 14. Juli 2000 1 Woche (insgesamt 1) | 1                                          | Busta Rhymes                               | Anarchy                                    | –                         |
| 15. Juli 2000 – 21. Juli 2000 1 Woche (insgesamt 1) | 1                                          | Lil’ Kim                                   | The Notorious K.I.M.                       | –                         |
| 22. Juli 2000 – 28. Juli 2000 1 Woche (insgesamt 1) | 1                                          | Ruff Ryders                                | Ryde or Die Vol. 2                         | –                         |
| 29. Juli 2000 – 4. August 2000 1 Woche (insgesamt 1) | 1                                          | Original Motion Picture Soundtrack         | Nutty Professor II: The Klumps             | –                         |
| 5. August 2000 – 15. September 2000 6 Wochen (insgesamt 6) | 6                                          | Nelly                                      | Country Grammar                            | –                         |
| 16. September 2000 – 22. September 2000 1 Woche (insgesamt 1) | 1                                          | DJ Clue                                    | Backstage: A Hard Knock Life               | –                         |
| 23. September 2000 – 29. September 2000 1 Woche (insgesamt 1) | 1                                          | C-Murder                                   | Trapped in Crime                           | –                         |
| 30. September 2000 – 13. Oktober 2000 2 Wochen (insgesamt 2) | 2                                          | LL Cool J                                  | G.O.A.T.                                   | –                         |
| 14. Oktober 2000 – 27. Oktober 2000 2 Wochen (insgesamt 2) | 2                                          | Mystikal                                   | Let’s Get Ready                            | –                         |
| 28. Oktober 2000 – 17. November 2000 3 Wochen (insgesamt 3) | 3                                          | Ja Rule                                    | Rule 3:36                                  | –                         |
| 18. November 2000 – 24. November 2000 1 Woche (insgesamt 1) | 1                                          | Jay-Z                                      | The Dynasty: Roc La Familia                | –                         |
| 25. November 2000 – 8. Dezember 2000 2 Wochen (insgesamt 2) | 2                                          | R. Kelly                                   | TP-2.com                                   | –                         |
| 9. Dezember 2000 – 15. Dezember 2000 1 Woche (insgesamt 1) | 1                                          | Wu-Tang Clan                               | The W                                      | –                         |
| 16. Dezember 2000 – 22. Dezember 2000 1 Woche (insgesamt 3) | 3                                          | R. Kelly                                   | TP-2.com                                   | –                         |
| 23. Dezember 2000 – 29. Dezember 2000 1 Woche (insgesamt 1) | 1                                          | Memphis Bleek                              | The Understanding                          | –                         |